# Dolo (Côtes-d’Armor)
Dolo korábbi község Franciaországban, Côtes-d’Armor megyében. Lakosainak száma 700 fő (2018. január 1.). Dolo Jugon-les-Lacs, Plénée-Jugon, Sévignac és Jugon községekkel határos.
2016. január 1-jén a korábbi Jugon-les-Lacs községgel egyesült és az így létrejött (azonos nevű) Jugon-les-Lacs új község része lett.

## Népesség
A település népességének változása:
| Lakosok száma | 595  | 513  | 480  | 467  | 426  | 554  | 632  | 672  | 681  | 700  |
|               | 1962 | 1968 | 1982 | 1990 | 1999 | 2008 | 2011 | 2013 | 2017 | 2018 |